# Astelhorn
Astelhorn är en bergstopp i Schweiz. Den ligger i kantonen Obwalden, i den centrala delen av landet, 60 km öster om huvudstaden Bern. Toppen på Astelhorn är 2 083 meter över havet.